# Eryk II Pamiętny
Eryk II Pamiętny (jęz. duń. Erik 2. Emune) (ur. ok. 1090, zm. 18 września 1137) – król Danii (1134-1137) z dynastii Estridsenidów.
Urodzony około 1090. Najmłodszy, nieślubny syn króla Danii Eryka I, zwanego Zawsze Dobry (duń. Ejegod), imię matki Eryka II nie jest znane. Jego starsi, przyrodni bracia to Kanut Lavard, Harald Włócznia i Benedykt.
Ojciec Eryka II, król Eryk I w 1099 udał się na krucjatę do Ziemi Świętej, zmarł na Cyprze w 1103. Po śmierci Eryka I władzę w Danii przejął brat zmarłego króla – Niels zwany Starym, który odsunął od władzy Haralda Włócznię, wyznaczonego regentem na czas nieobecności Eryka I.
Wydawało się, że synowie Eryka I pogodzili się z powstałą sytuację i uznali swego stryja za prawowitego władcę Danii, jednak zmieniło się to diametralnie, gdy w 1131 z ręki Magnusa Silnego (syna króla Nielsa, działającego z poduszczenia swego ojca) zginął Kanut Lavard, który zdobywszy w kraju własną pozycję stanowił zagrożenie dla planów dynastycznych króla Nielsa. Zabójstwo brata dało Erykowi II powód do wystąpienia przeciwko władzy Nielsa, od którego po zabójstwie bratanka odwróciła się część możnych i duchowieństwa. Jeszcze w tym samym 1131 roku, przy poparciu opozycji i za zgodą cesarza Lotara III, Eryk II został koronowany na antykróla. W ten sposób w Danii rozgorzała wojna domowa pomiędzy Erykiem II z jednej strony a z drugiej królem Nielsem i jego synem Magnusem (którego żoną notabene była Ryksa, córka Bolesława III Krzywoustego). Eryka II wspomogły wojska niemieckie i hrabiów Holsztynu, ale cesarz po zawarciu pokoju z Nielsem wycofał swoje poparcie dla Eryka, który musiał uchodzić do Norwegii.
W 1134 papież Innocenty II odebrał niezależność Kościołowi duńskiemu i mimo sprzeciwów króla Nielsa podporządkował duńską prowincję kościelną niemieckiemu arcybiskupstwu w Bremie, konsekwencją tego było odwrócenie się arcybiskupa Assera od króla Nielsa i udzielenie poparcia Erykowi II. W tym samym roku Eryk powrócił do Danii i w bitwie pod Fodwig pokonał wojska Nielsa Starego (4 czerwca 1134). Po przegranej bitwie, gdzie zginął Magnus Silny, król Niels zbiegł do Szlezwiku, gdzie 25 czerwca 1134 został zamordowany, niewątpliwie na polecenie Eryka II. Podczas bitwy pod Fodwig do niewoli Eryka II dostał się również jego przyrodni brat Harald Włócznia, który wcześniej został adoptowany przez Nielsa i ustanowiony współrządcą królestwa. Po wygranej bitwie i śmierci Nielsa, Eryk nie chciał popełniać błędu swego stryja i postanowił pozbyć się możliwych konkurentów do władzy. Na jego polecenie w 1135 Harald Włócznia i jego 8 synów zostało zamordowanych. Po opanowaniu sytuacji w kraju Eryk II złożył hołd lenny cesarzowi Lotarowi III (1135), w zamian za co uzyskał legalizację swej władzy.
W kolejnych latach Eryk skierował ekspansję duńską na Rugię i Pomorze Zachodnie, gdzie za namową arcybiskupa Lund Assera usiłował zaprowadzić chrześcijaństwo, a także podjął nieskuteczną próbę narzucenia swego zwierzchnictwa królestwu Norwegii, gdzie toczyły się bratobójcze walki po śmierci króla Sigurda I Krzyżowca (Eryk był żonaty z Malmfrydą, będącą wcześniej żoną Sigurda). Mimo że Erykowi nie udało się trwale opanować Rugii, to król nadal był zainteresowany podbojem słowiańskiego Połabia oraz ziem współczesnego Pomorza Zachodniego, które od niedawna podlegały Polsce. Dlatego udzielił poparcia saksońskiemu margrabiemu Albrechtowi Niedźwiedziowi podczas prowadzonego podboju ziem Słowian połabskich. Taka polityka króla spowodowała dwie odwetowe wyprawy morskie Słowian na tereny królestwa Danii. Pierwsze starcie miało miejsce we wrześniu 1135, kiedy to połączone siły Ranów i Pomorzan zaatakowały flotę Eryka II, która na sam widok okrętów przeciwnika rozproszyła się bez walki, a wśród uciekających był również okręt króla. Kolejne starcie miało miejsce w 1137, wówczas Eryk uzyskał pomoc okrętów norweskich i zebrał swą flotę u wybrzeży obecnej Szwecji. Wiedząc o tym, Pomorzanie pod wodzą księcia Racibora I (lennika Bolesława III Krzywoustego) zaatakowali i zniszczyli okręty Eryka II i Norwegów, a potem złupili duńskie wybrzeża.
Dręczony niepowodzeniami Eryk II musiał zmagać się z silną opozycją wśród swych poddanych, tym bardziej, że wedle duńskich zwyczajów zachowanie króla w czasie pierwszej bitwy morskiej z Pomorzanami (ucieczka z miejsca bitwy) mogło być podstawą prawną do pozbawienia go tronu. Chcąc spacyfikować antykrólewskie nastroje w kraju, wywołane m.in. niszczycielskimi najazdami Pomorzan, Eryk II zwołał wiec (por. ting). Jednak rządy Eryka II były coraz bardziej niepopularne i podczas wiecu, 18 września 1137 król został zamordowany przez jednego z duńskich rycerzy. Po śmierci Eryka II władzę w Danii objął Eryk III Jagnię, po kądzieli wnuk króla Eryka I.
Żoną Eryka II była poślubiona w 1130 wspomniana wyżej Malmfryda (zm. po 1137), księżniczka ruska, córka wielkiego księcia kijowskiego Mścisława (zm. 1132), której pierwszym mężem był król Norwegii Sigurd I Krzyżowiec, z którym rozwiodła się w 1128 z powodu choroby umysłowej Sigurda I. Królewska para nie miała dzieci.
Pozamałżeńskim dzieckiem Eryka II i jego nałożnicy imieniem Thunna był Swen III Grade, król Danii w latach 1146–1157.